# Dave Wannstedt
Dave Wannstedt (Baldwin, 21 de mayo de 1952) es un entrenador de fútbol americano. Ha sido el entrenador de cabeza de los Osos de Chicago y Delfines de Miami de la Liga de Fútbol Nacional. Sea también el entrenador de cabeza de la Universidad de Pittsburgh equipo de fútbol de 2005 a 2010. También sea un ayudante de tiempo largo a Jimmy Johnson con los Cowboys de Dallas, Huracanes de Miami, y Oklahoma Cowboys Estatales así como un asociar de Johnson cuando ambos eran ayudantes en la Universidad de Pittsburgh.

## Biografía
Wannstedt Nació en Baldwin, Pensilvania y asistió al Baldwin Instituto. Ganó una beca atlética a la Universidad de Pittsburgh jugando la ofensiva emprende y bloqueando para futuro Heisman ganador de Trofeo Tony Dorsett. Después de una carrera exitosa con las Panteras, esté escogido en la decimoquinta ronda del 1974 NFL borrador por la Bahía Verde Packers, pero gastó su único NFL estación en la lista de reserva herida con un daño de cuello.

## Carrera como entrenador

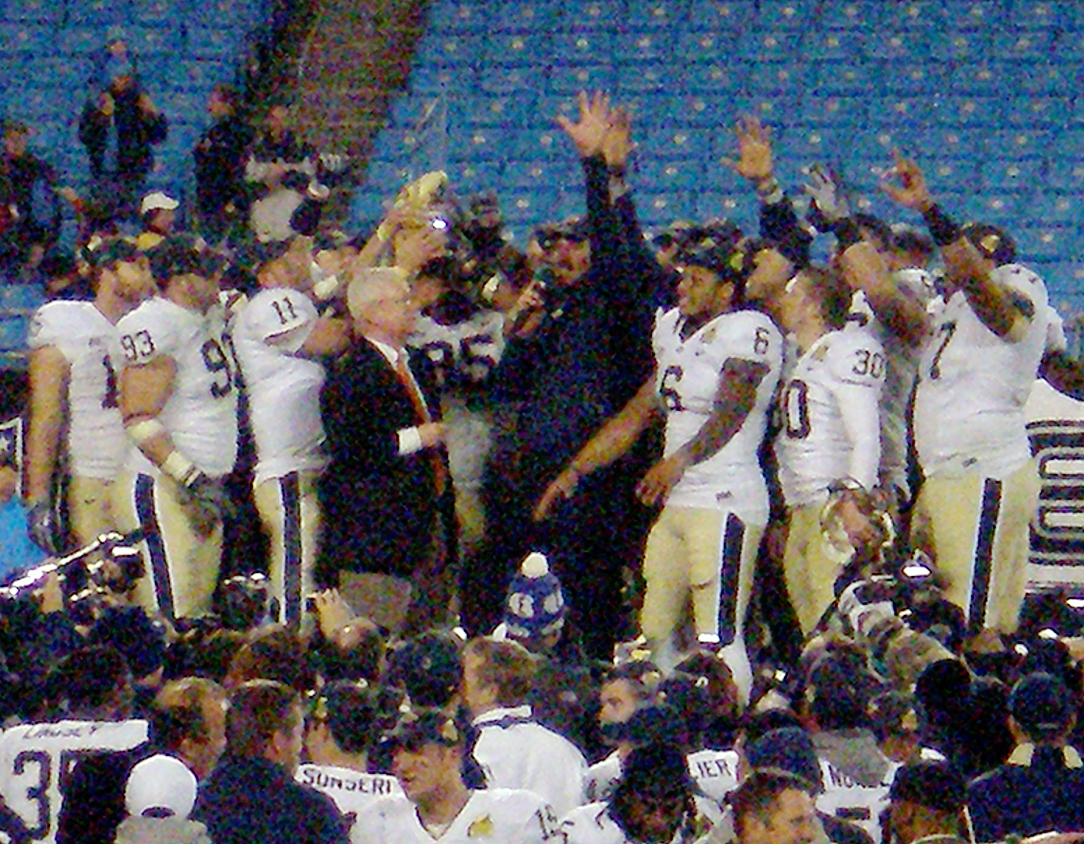
Entrega de trofeo a los Pitt Panthers tras su victoria sobre Carolina del Norte en el Meineke Car Care Bowl de 2009.

### Primera carrera de entrenamiento universitaria
En 1975, Pitt entrenador Johnny Majors le contrató como entrenador de ayudante del licenciado. Sea en el personal cuándo las Panteras ganaron el 1976 NCAA División yo-Un campeonato de fútbol nacional con una victoria sobre la Georgia Bulldogs en el 1977 Bol de Azúcar. En 1977, Jimmy Johnson unió el personal del Pitt Panteras y el dos forjarían un largo vínculo personal y profesional duradero. Cuándo Johnson dejó para devenir el entrenador de cabeza del Oklahoma Cowboys Estatales en 1979, invite Wannstedt para unir su personal.
Wannstedt Sirvió línea tan defensiva entrenador para el Oklahoma Cowboys Estatales para el 1979 y 1980 estaciones y estuvo promovido a coordinador defensivo en 1981, un sitio aguante para dos estaciones. Mueva encima a Universidad de California Del sur en 1983 para entrenar el Trojans y servido como el entrenador de línea defensivo para tres años. En 1986, Wannstedt devenía coordinador defensivo para los Huracanes de Miami debajo amigo y mentor Jimmy Johnson, donde ganaron un campeonato nacional en 1987.

### Cowboys de Dallas
Cuándo Johnson estuvo contratado tan entrenador de cabeza de los Cowboys de Dallas en 1989, Wannstedt unió Dallas' personal como coordinador defensivo. El defensa de Cowboys estuvo considerado uno del mejor en el NFL bajo Wannstedt el liderazgo y él devenían un candidato primo para devenir un NFL entrenador de cabeza. Cuando Echa Noll retirado tan entrenador de cabeza del Pittsburgh Steelers, en 1992, Wannstedt era uno de los finalistas para el trabajo, pero era finalmente edged fuera por amigo Pittsburgh-indígena de área Bill Cowher.

### Osos de Chicago
El 19 de enero de 1993, esté contratado como el entrenador de cabeza del Chicago Aguanta reemplazar entrenador legendario Mike Ditka, otro Pitt anterior Pantera. Wannstedt tenure en Chicago era tumultuous. Dirija los Osos a únicos un postseason aspecto en sus 6 años en Chicago y compiló un 41@–57 registro. Después de que Wannstedt posted atrás-a-posterior 4@–12 estaciones y un 1@–11 registro global contra rival de tiempo largo, la Bahía Verde Packers, dueño de Osos Michael McCaskey despidió Wannstedt el 28 de diciembre de 1998, un día cuándo cinco NFL entrenadores de cabeza @– un sexto de la liga @– perdió sus trabajos. Cuatro de aquellos entrenadores—Wannstedt, Ted Marchibroda, Ray Rhodes, y Dom las alcaparras—estuvieron despedidas dentro una hora, mientras Dennis Erickson estuvo despedido más tarde que día.

### Delfines de Miami
En 1999, Wannstedt entrenador unido otra vez el personal de Jimmy Johnson—este tiempo, coordinador tan defensivo y entrenador de cabeza del ayudante de los Delfines de Miami. Cuándo el entonces-Johnson de 56 años de repente anunció su jubilación el 16 de enero de 2000, Wannstedt era el sucesor de Johnson nombrado inmediatamente. Bajo Wannstedt, los Delfines registro de estación regular era 42@–31, con aspectos de play off en sus primeras dos estaciones. Wannstedt Ganó un trato grande de elogio para guiar los Delfines a través del primeras pocas estaciones después de la jubilación de Dan Marino, pero su en-entrenamiento de juego devenía cada vez más impopular con seguidores de Delfín, no menos en 2002 cuándo el equipo paró dar la pelota a Ricky Williams e inexplicablemente dio Inglaterra Nueva varias posibilidades de volver y ligar el juego y entonces ganar él en overtime, empezando un play off de seis estaciones sequía. Los seguidores eran más allá enraged cuándo Wannstedt, cuyo contrato cuando entrenador de cabeza también le dio el correcto a overrule entonces-Delfines GM Rick Spielman encima decisiones de borrador, nixed Spielman plan para tomar Anquan Boldin en la 2.ª ronda y en cambio escogió un linebacker nombró Eddie Moore. Boldin Era una estrella inmediata, ganando NFL Ofensivo Rookie del Año en 2003, era un tres-tiempo Pro Bowler, y era una posición-fuera auricular en su carrera de 13 años. Moore era incapaz de ayudar Miami en cualquier defensa o equipos especiales y estuvo ido del equipo (y entonces el NFL) en justo unos cuantos años. Junto con otro derrumbamiento de estación tardía en 2003 y ningún aspecto de play off que año, Wannstedt devenía la cara de una franquicia rápidamente decreciente quién la mayoría de seguidores y muchos jugadores ya no creídos en.
Wannstedt Dimitió tan entrenador de cabeza a mitad de camino a través de la 2004 estación, con los Delfines' récord estando en 1@–8. Menos de dos meses más tarde, apalabre casa de regreso para llenar la vacante de entrenador de la cabeza en su alma mater, la Universidad de Pittsburgh.

### Universidad de Pittsburgh
Cuándo Universidad de Pittsburgh entrenador de cabeza Walt Harris estuvo forzado para dimitir, Wannstedt, con NFL experiencia y un probado universitario recruiting registro, inmediatamente devenía un candidato para reemplazarle. Como Pittsburgh indígena de área, Pitt anterior jugador (ofensivo emprender de 1971@–73), Pitt licenciado (B.S. En 1974; M.ed. En 1976), y entrenador de ayudante de licenciado anterior en el universitario debajo Johnny Majors y Jackie Sherrill (1975@–78), Wannstedt tuvo lazos fuertes a ambos el universitarios y la ciudad. Wannstedt Era inicialmente interesado en el trabajo pero estiró atrás encima asuntos de salario y preocupaciones sobre su capacidad de mantener un personal de calidad. Después de salir varios asuntos con el Pitt el departamento atlético que incluye la paga levanta para entrenadores de ayudante, Wannstedt apalabró la oferta de Pitt y estuvo nombrado entrenador de cabeza el 23 de diciembre de 2004.
Wannstedt Dijo que recruiting sería una prioridad superior bajo su liderazgo. Harris Había sido rotundamente criticado durante su tenure para no recruiting talento de instituto superior, especialmente en el crucial y talento-laden área de Pensilvania occidental. Wannstedt Retuvo algunos de Harris' el personal que incluye Paul Rhoads, el coordinador defensivo, pero hizo varios cambios claves que incluyen trayendo en Cuervos de Baltimore anterior el coordinador ofensivo Mate Cavanaugh para correr su offense. Cavanaugh Era Pitt está empezando quarterback en 1976 y 1977 cuándo Wannstedt era un entrenador de ayudante del licenciado.
En su primera estación, Wannstedt heredó un Pitt equipo que ganó una participación del Campeonato Del este Grande y jugado en el Fiesta Bol el año anterior bajo Harris, y era ranked 21 en el primer AP Encuesta de 2005. Aun así, derrotas por Notre Dame y Universidad de Ohio; y un última segunda pérdida (por una puntuación de 7–6) a Nebraska chutó de un decepcionante 5–6 estación que también vio Pitt consigue humillado 45@–13 por archrival Virginia Occidental. Esta campaña era Pitt primer perdiendo récord desde entonces 1999.
Wannstedt recruiting el coraje dirigió Scout.com analistas para valorar las Panteras' clase de 2006 el undécimo mejor en el país.
Wannstedt Siguió su touted 2006 clase por traer en el #8 recruiting clase en 2007. La clase incluida jugadores de chip azul como RB LeSean McCoy, QB Pat Bostick, y OG Chris Jacobson. El 1 de diciembre de 2007, vísperas justas un trastornados gana en Virginia Occidental, Wannstedt estuvo dado una extensión de contrato a través de 2012; anteriormente haya sido firmado a través de 2009. El 13@–9 trastornado gana en la planta anual Backyard Brawl negó los Alpinistas una posibilidad de jugar en el BCS Juego de Campeonato Nacional y era el inicio de un turnaround que posteriormente lifted Entrenador Wannstedt y las Panteras a un 9@–4 estación en 2008.
Las Panteras empezaron la 2008 estación ranked en la parte superior 25 por primera vez bajo Wannstedt liderazgo (a pesar de que las Panteras eran ranked #25 en la pretemporada antes de que Wannstedt primer juego en 2005). Empezando 0@–1, Pitt pronto #Búfalo vencida y entonces batió Iowa con un 21@–20 victoria. El jueves 2 de octubre de 2008, las Panteras puntuadas un trastornados gana sobre el entonces-ranked y undefeated #10 Universidad de Florida Del sur en un juego nacionalmente televisado por ESPN. Entoncesm+, el sábado 18 de octubre de 2008, las Panteras fácilmente derrotadas Navy. Trastornado por Rutgers, aun así, Pitt rebotó con un 36@–33 overtime victoria la semana siguiente en Notre Dame. El juego, el cual duró cuatro overtime periodos, era el juego más largo nunca para ambos Notre Dame y Pittsburgh. Después de un 41@–7 rout de visitar Louisville, las Panteras mejoraron a 7@–2 y era bol-ató por primera vez bajo Wannstedt.
Una pérdida a campeón Del este Grande eventual Cincinnati Bearcats eliminó las Panteras de BCS contienda. Aun así, Entrenador Wannstedt se quedó upbeat, y trabajado con coordinador defensivo Phil Bennett para ingeniar un gameplan para derrotar Virginia Occidental para el 2.º tiempo en cuatro años en la planta anual Backyard Brawl. Pitt Virginia Occidental vencida 19@–15 encima el día después Acción de gracias en un nacional telecast en ABC. La semana siguiente las Panteras ganaron en UConn para mejorar a 9@–3 en la estación y clinch una oferta al Bol de Sol. Dave Wannstedt Mejoró su registro en Pitt a 25–22.
En 2009, Wannstedt dirigió Pitt a un 3–0 inicio antes de perder en la carretera a Estado de Carolina del Norte en el cuarto trimestre. Wannstedt las panteras entonces ganaron su próximos 6 juegos, levantando Pitt récord a 9@–1 y el equipo agrietó la Parte superior 10 en el rankings, su marca mejor desde el Dan Marino dirigió equipo en 1982. Las Panteras faltered en su final dos juegos, aun así, perdiendo a ambas Virginia Occidental 19@–16 y Cincinnati 45@–44 en el juego de Campeonato Del este Grande para caer a 9@–3. Después de la estación regular, Pitt fue en para derrotar los Tacones de Alquitrán de la Carolina del Norte en el Meineke Bol de Cuidado Automovilístico para acabar la estación con 10 gana por primera vez desde entonces 1981.
Encima Marcha 30, 2010, Wannstedt recibió un contrato de dos años extensión a través de la 2014 estación.
El 7 de diciembre de 2010, Wannstedt dimitió tan entrenador de cabeza, según se dice debajo la presión que sigue un decepcionante 7@–5 estación regular y teniendo fallado para adelantar a un BCS bol durante su tenure. Con su dimisión, Wannstedt estuvo ofrecido una posición como ayudante especial al director atlético en la universidad. No entrene el 2011 BBVA Bol de Compás.

### Facturas de #búfalo
El 21 de enero de 2011, esté anunciado que Wannstedt unía el personal de Facturas cuando Entrenador de Cabeza del Ayudante/Linebackers Entrenador bajo Chan Gailey, quién sirvió tan Wannstedt coordinador ofensivo en Miami en 2000 y 2001. Esté promovido a coordinador defensivo el 2 de enero de 2012. Esté rechazado, junto con las Facturas enteras que entrenan personal, el 31 de diciembre de 2012.

### Tampa Bahía Buccaneers
Wannstedt Estuvo contratado como el Tampa Bahía Buccaneers los equipos especiales entrenan el 1 de febrero de 2013. En ser contratado por el Buccaneers, una el personal de Greg Schiano, quién era un ayudante bajo Wannstedt cuándo sea el entrenador de cabeza de los Osos de Chicago durante el mid-a-tardíos @1990s. Los equipos especiales que entrenan trabajo con el Buccaneers es los primeros equipos especiales que entrenan trabajo Wannstedt ha tomado durante su NFL carrera de entrenamiento, a pesar de que dirija equipos especiales mientras entrenador de cabeza en la Universidad de Pittsburgh. Esté dejado pasar de largo el Buccaneers al final de la 2013 estación.[cita requerida]

## Entrenando árbol
Entrenadores de ayudante bajo Dave Wannstedt quién devenía NCAA o NFL entrenadores de cabeza:
- Charlie Perdiz: Florida Atlántica (2014@–2016)
- Paul Rhoads: Estado de Iowa (2009@–2015)
- Ron Rivera: Carolina Panteras (2011-presente)

## Registro de entrenamiento de la cabeza

### NFL
| Equipo    | Año       | Estación regular | Estación regular | Estación regular | Estación regular | Estación regular   | Estación de correo | Estación de correo | Estación de correo | Estación de correo                                              |
| Equipo    | Año       | Ganado           | Perdido          | Lazos            | Gana %           | Llegada            | Ganado             | Perdido            | Gana %             | Resultado                                                       |
| --------- | --------- | ---------------- | ---------------- | ---------------- | ---------------- | ------------------ | ------------------ | ------------------ | ------------------ | --------------------------------------------------------------- |
| CHI       | 1993      | 7                | 9                | 0                | .438             | 4.º en NFC Central | @–                 | @–                 | @–                 | @–                                                              |
| CHI       | 1994      | 9                | 7                | 0                | .563             | 4.º en NFC Central | 1                  | 1                  | .500               | Perdido a San Francisco 49ers en NFC Juego Divisorio.           |
| CHI       | 1995      | 9                | 7                | 0                | .563             | 3.º en NFC Central | @–                 | @–                 | @–                 | @–                                                              |
| CHI       | 1996      | 7                | 9                | 0                | .438             | 3.º en NFC Central | @–                 | @–                 | @–                 | @–                                                              |
| CHI       | 1997      | 4                | 12               | 0                | .250             | 5.º en NFC Central | @–                 | @–                 | @–                 | @–                                                              |
| CHI       | 1998      | 4                | 12               | 0                | .250             | 5.º en NFC Central | @–                 | @–                 | @–                 | @–                                                              |
| CHI Total | CHI Total | 40               | 56               | 0                | .417             | 1                  | 1                  | .500               |                    |                                                                 |
| MIA       | 2000      | 11               | 5                | 0                | .688             | 1.º en AFC Este    | 1                  | 1                  | .500               | Perdido a Oakland Raiders en AFC Juego Divisorio.               |
| MIA       | 2001      | 11               | 5                | 0                | .688             | 2.º en AFC Este    | 0                  | 1                  | .000               | Perdido a Cuervos de Baltimore en AFC Juego de Tarjeta Salvaje. |
| MIA       | 2002      | 9                | 7                | 0                | .563             | 3.º en AFC Este    | @–                 | @–                 | @–                 | @–                                                              |
| MIA       | 2003      | 10               | 6                | 0                | .625             | 2.º en AFC Este    | @–                 | @–                 | @–                 | @–                                                              |
| MIA       | 2004      | 1                | 8                | 0                | .111             | 4.º en AFC Este    | @–                 | @–                 | @–                 | Dimitido midseason                                              |
| MIA Total | MIA Total | 42               | 31               | 0                | .575             | 1                  | 2                  | .333               |                    |                                                                 |
| Total     | Total     | 82               | 87               | 0                | .485             | 2                  | 3                  | .400               |                    |                                                                 |